# ジュヌヴィエーヴ・ヌフラール
ジュヌヴィエーヴ・ヌフラール（Geneviève Noufflard, 1920年7月23日 - 2016年12月28日）は、フランスのフルート奏者。
パリの画家の家に生まれた。
1939年から1941年までパリ音楽院でマルセル・モイーズに師事。
第二次世界大戦中は、レジスタンス運動にも加わり、ジャック・モノーの活動を助けたりもした。戦後はローランス・ブーレイやマリー＝テレーズ・ウルチェらと組んで、アンドレ・シャルランのレコード・レーベルに録音を残した。
ヌフラール家が版画家のアンリ・リヴィエールとも親交が深かった縁で、2009年に金沢でリヴィエール展が開かれた際には、リヴィエールの絵画の持ち主として来日している。
パリにて死去。

## 註
1. ↑  “日本で展示会　感激 作品物納　仏の女性が来訪”. 47news.jp.  オリジナルの2013年12月9日時点におけるアーカイブ。 2013年12月9日閲覧。
2. ↑  “Geneviève Noufflard”. 2017年2月28日時点のオリジナルよりアーカイブ。2017年2月28日閲覧。

| スタブアイコン | サブスタブ | この項目は、まだ閲覧者の調べものの参照としては役立たない、音楽関係者（バンド等）に関連した書きかけの項目です。この項目を加筆・訂正などしてくださる協力者を求めています（P:音楽/PJ:芸能人）。 |